# Tournoi d'ouverture du championnat du Panama de football 2010
Navigation
Saison précédente Saison suivante
Le Tournoi Apertura 2010 est le huitième tournoi saisonnier disputé au Panama.
C'est cependant la 27e fois que le titre de champion du Panama est remis en jeu.
Lors de ce tournoi, le Deportivo Árabe Unido a tenté de conserver son titre de champion du Panama face aux neuf meilleurs clubs panaméens.
Chacun des dix clubs participant était confronté deux fois aux neuf autres équipes. Puis les quatre meilleurs se sont affrontées lors d'une phase finale à la fin du tournoi.
Seulement une place était qualificative pour la Ligue des champions de la CONCACAF.

## Les 10 clubs participants
| \| Panama City : Alianza FC Chorrillo FC CD Plaza Amador Tauro FC Panama City Deportivo Árabe Unido Chepo FC Atlético Chiriquí Panama City San Francisco FC Sporting San Miguelito Panama City Atlético Veragüense \| Localisation des clubs. |
| Panama City : Alianza FC Chorrillo FC CD Plaza Amador Tauro FC Panama City Deportivo Árabe Unido Chepo FC Atlético Chiriquí Panama City San Francisco FC Sporting San Miguelito Panama City Atlético Veragüense                               |

| Club                     | Stade                         | Capacité | Ville                |
| Alianza FC               | Camp Luis Ernesto Tapia (es)  | 900      | Panama City          |
| Deportivo Árabe Unido    | Stade Armando Dely Valdes     | 4 000    | Colón                |
| Chepo FC                 | Camp Luis Ernesto Tapia (es)  | 900      | Chepo                |
| Atlético Chiriquí        | Stade San Cristóbal           | 2 500    | David                |
| Chorrillo FC             | Stade Javier Cruz             | 2 500    | Panama City          |
| CD Plaza Amador          | Stade Javier Cruz             | 2 500    | Panama City          |
| San Francisco FC         | Stade Agustín Muquita Sánchez | 8 000    | La Chorrera          |
| Sporting San Miguelito   | Camp Luis Ernesto Tapia (es)  | 900      | San Miguelito        |
| Tauro FC                 | Camp Luis Ernesto Tapia (es)  | 900      | Panama City          |
| Atlético Veragüense (en) | Stade Áristocles Castillo     | 2 500    | Santiago de Veraguas |

## Compétition
Le tournoi Apertura se déroule de la même façon que le tournoi saisonnier précédent, en deux phases :
- La phase de qualification : les dix-huit journées de championnat.
- La phase finale : les matchs aller-retour allant des demi-finales à la finale.

### Phase de qualification
Lors de la phase de qualification les dix équipes affrontent à deux reprises les neuf autres équipes selon un calendrier tiré aléatoirement.
Les quatre meilleures équipes sont qualifiées pour les demi-finales.
Le classement est établi sur le barème de points classique (victoire à 3 points, match nul à 1, défaite à 0).
Le départage final se fait selon les critères suivants :
- Le nombre de points.
- La différence de buts générale.
- Le nombre de buts marqué.

### Classement
| Rang | Équipe                    | Pts | J  | G  | N | P  | Bp | Bc | Diff |
| ---- | ------------------------- | --- | -- | -- | - | -- | -- | -- | ---- |
| 1    | Tauro FC                  | 37  | 18 | 11 | 4 | 3  | 27 | 14 | +13  |
| 2    | Deportivo Árabe Unido (T) | 34  | 18 | 10 | 4 | 4  | 22 | 17 | +5   |
| 3    | San Francisco FC          | 33  | 18 | 9  | 6 | 3  | 26 | 18 | +8   |
| 4    | Chorrillo FC              | 27  | 18 | 7  | 6 | 5  | 23 | 20 | +3   |
| 5    | Sporting San Miguelito    | 26  | 18 | 7  | 5 | 6  | 23 | 19 | +4   |
| 6    | CD Plaza Amador           | 24  | 18 | 7  | 3 | 8  | 24 | 28 | -4   |
| 7    | Alianza FC                | 23  | 18 | 6  | 5 | 7  | 21 | 18 | +3   |
| 8    | Atlético Chiriquí         | 19  | 18 | 4  | 7 | 7  | 22 | 29 | -7   |
| 9    | Chepo FC                  | 14  | 18 | 4  | 2 | 12 | 12 | 21 | -9   |
| 10   | Atlético Veragüense (en)  | 11  | 18 | 3  | 2 | 13 | 13 | 29 | -16  |

| Légende : Qualifications et relégations | Légende : Qualifications et relégations |
| --------------------------------------- | --------------------------------------- |
|                                         | Qualifié pour les demi-finales          |
|                                         | (T) : Tenant du titre                   |

#### Matchs
| Résultats (▼dom., ►ext.)                                   | Ali | Ára | Chi | Ver | Che | Cho | Pla | San | Spo | Tau |
| Alianza FC                                                 |     | 2-0 | 2-1 | 1-1 | 1-0 | 0-0 | 1-1 | 1-2 | 2-3 | 1-2 |
| Deportivo Árabe Unido                                      | 2-1 |     | 1-1 | 2-1 | 1-0 | 1-0 | 2-1 | 1-0 | 0-1 | 1-1 |
| Atlético Chiriquí                                          | 0-0 | 1-1 |     | 2-4 | 2-1 | 1-1 | 3-0 | 2-2 | 2-2 | 0-1 |
| Atlético Veragüense (en)                                   | 1-4 | 0-0 | 1-0 |     | 0-3 | 1-2 | 0-1 | 1-2 | 1-3 | 0-2 |
| Chepo FC                                                   | 0-2 | 1-2 | 0-1 | 2-1 |     | 0-1 | 0-0 | 2-0 | 1-1 | 1-0 |
| Chorrillo FC                                               | 1-0 | 0-1 | 4-1 | 2-0 | 1-0 |     | 1-2 | 1-1 | 1-1 | 0-3 |
| CD Plaza Amador                                            | 1-0 | 2-3 | 2-1 | 0-1 | 2-1 | 5-4 |     | 2-3 | 1-0 | 1-2 |
| San Francisco FC                                           | 1-1 | 2-1 | 0-1 | 1-0 | 3-0 | 2-2 | 2-2 |     | 0-0 | 2-0 |
| Sporting San Miguelito                                     | 1-2 | 0-2 | 5-1 | 1-0 | 1-0 | 0-1 | 2-1 | 0-1 |     | 2-3 |
| Tauro FC                                                   | 1-0 | 3-1 | 2-2 | 1-0 | 2-0 | 1-1 | 2-0 | 1-2 | 0-0 |     |
| - Victoire à domicile - Match nul - Victoire à l'extérieur |     |     |     |     |     |     |     |     |     |     |

### La phase finale
Les quatre équipes qualifiées sont réparties dans le tableau final d'après leur classement général.
En cas d'égalité sur la somme des deux matchs, c'est l'équipe ayant marqué le plus de buts à extérieur qui l'emporte puis une prolongation et une séance de tirs au but ont éventuellement lieu.

#### Tableau
|  | 1/2 finale            | 1/2 finale            | 1/2 finale       | 1/2 finale | 1/2 finale | 1/2 finale |          |          | Finale | Finale | Finale | Finale | Finale |  |
|  |                       |                       |                  |            |            |            |          |          |        |        |        |        |        |  |
|  |                       |                       |                  |            |            |            |          |          |        |        |        |        |        |  |
|  |                       |                       |                  |            |            |            |          |          |        |        |        |        |        |  |
|  | Tauro FC              | Tauro FC              | (1)              | 0          | 0          | 0(4)       |          |          |        |        |        |        |        |  |
|  | Tauro FC              | Tauro FC              | (1)              | 0          | 0          | 0(4)       |          |          |        |        |        |        |        |  |
|  | Chorrillo FC          | Chorrillo FC          | (4)              | 0          | 0          | 0(2)       |          |          |        |        |        |        |        |  |
|  | Chorrillo FC          | Chorrillo FC          | (4)              | 0          | 0          | 0(2)       | Tauro FC | Tauro FC | (1)    | 1      |        |        |        |  |
|  |                       |                       |                  |            |            |            | Tauro FC | Tauro FC | (1)    | 1      |        |        |        |  |
|  |                       | San Francisco FC      | San Francisco FC | (3)        | 0          |            |          |          |        |        |        |        |        |  |
|  | Deportivo Árabe Unido | Deportivo Árabe Unido | San Francisco FC | (3)        | 0          | (2)        | 0        | 0        | 0(2)   |        |        |        |        |  |
|  | Deportivo Árabe Unido | Deportivo Árabe Unido |                  |            |            | (2)        | 0        | 0        | 0(2)   |        |        |        |        |  |
|  | San Francisco FC      | San Francisco FC      | (3)              | 0          | 0          | 0(3)       |          |          |        |        |        |        |        |  |
|  | San Francisco FC      | San Francisco FC      | (3)              | 0          | 0          | 0(3)       |          |          |        |        |        |        |        |  |

#### Demi-finales
| Club                  | Aller | Retour | Club             | Commentaire       |
| Tauro FC              | 0-0   | 0-0    | Chorrillo FC     | Tirs au but : 4-2 |
| Deportivo Árabe Unido | 0-0   | 0-0    | San Francisco FC | Tirs au but : 2-3 |

#### Finale
| 17 décembre 2010 | Tauro FC           | 1:0   | San Francisco FC | Stade Rommel Fernández     |                            |
|                  | Marcos Sanchez 45e | (1:0) |                  | Arbitrage : Luis Rodríguez | Arbitrage : Luis Rodríguez |

## Bilan du tournoi
| Tableau d'Honneur     |           |
| Compétition           | Vainqueur |
| Tournoi Apertura 2010 | Tauro FC  |

| Qualifications continentales 2011-2012 |           |
| Ligue des champions                    | Qualifiés |
| Phase de groupes/Tour Préliminaire     | Tauro FC  |

## Statistiques

### Buteurs
| Rang | Nom                       | Équipe                 | Buts |
| 1    | Gabriel de Los Rios       | Atlético Chiriquí      | 8    |
| 2    | César Medina              | Alianza FC             | 6    |
| 2    | Eduameth Nimbley Cárdenas | Alianza FC             | 6    |
| 2    | Alberto Zapata            | Sporting San Miguelito | 6    |
| 2    | Julíán Martínez           | Tauro FC               | 6    |
| 2    | Luis Renteria             | Tauro FC               | 6    |